# Melito de Canterbury
Melito de Canterbury, también llamado Melitón o Mellito (fallecido el 24 de abril de 624), fue el primer obispo de Londres, el tercer arzobispo de Canterbury y uno de los miembros de la misión gregoriana enviada a Inglaterra para convertir a los anglosajones. Llegó en 601 con un grupo de clérigos enviados para aumentar la misión, y fue consagrado como obispo de Londres en 604. Melito fue el destinatario de una famosa carta del papa Gregorio Magno conocida como Epistola ad Mellitum, preservada en una obra posterior del cronista medieval Beda, que sugiere que la conversión de los anglosajones debía emprenderse gradualmente e integrar las costumbres y rituales paganos. En 610, Melito regresó a Italia para asistir a un consejo de obispos, y volvió a Inglaterra con un cargamento de cartas papales para algunos de los misioneros.
Melito fue obligado a exiliarse de Londres por los sucesores paganos de su mecenas, el rey Seberto de Essex, tras la muerte de este hacia 616. El otro mecenas de Melito, el rey Ethelberto de Kent, murió en torno a las mismas fechas, lo que le obligó a buscar refugio en la Galia. Melito regresó a Inglaterra al año siguiente, después de que el sucesor de Ethelberto se convirtiera al cristianismo, pero no pudo regresar a Londres ya que sus habitantes seguían siendo paganos. Melito fue consagrado como arzobispo de Canterbury en 619. Durante su ejercicio, presuntamente salvó a la catedral y a gran parte de la ciudad, de manera milagrosa, de un incendio. Tras su muerte en 624, Melito fue reverenciado como un santo.

## Primeros años
El cronista Beda describe a Melito como alguien de nobles orígenes. En sus cartas, el papa Gregorio Magno se refería a él como abad, pero no está claro si en el pasado Melito había sido abad de un monasterio romano, o si se trataba de un rango que le había sido otorgado para facilitar su viaje a Inglaterra al convertirle en líder de la expedición. El registro papal, un listado de las cartas enviadas por los papas, le describe como un «abad en Francia» en el resumen de la correspondencia, pero la propia carta sólo dice «abad». La primera vez que se menciona a Melito históricamente hablando es en las cartas de Gregorio, por lo que no se conoce nada más sobre su pasado. Parece probable que fuera nativo de Italia, como todos los demás obispos consagrados por Agustín.

## Viaje a Inglaterra
El papa Gregorio envió a Melito a Inglaterra en junio de 601, en respuesta a una petición de Agustín, el primer arzobispo de Canterbury. Agustín necesitaba que más clérigos se unieran a la misión gregoriana, entonces realizando conversiones en el reino de Kent, gobernado por Ethelberto. Los nuevos misioneros trajeron consigo un regalo en forma de libros y «todas las cosas necesarias para la adoración y el ministerio de la Iglesia». Un cronista de Canterbury, Thomas de Elmham, aseguró en el siglo xv que en la ciudad se conservaban aún libros de los traídos a Inglaterra por ese segundo grupo, aunque no señaló cuáles. Una investigación de los manuscritos existentes de Canterbury muestra que uno de los libros que posiblemente perduró a través de los años fueron los evangelios de San Agustín, ahora en Cambridge, Corpus Christi College, Manuscrito (MS) 286. Junto a la carta para Agustín, los misioneros trajeron otra para Ethelberto, instando al rey a comportarse como el emperador romano Constantino I el Grande y forzar la conversión de sus súbditos al cristianismo. También se le animaba a destruir todos los santuarios paganos.
El historiador Ian Wood ha sugerido que el viaje de Melito a través de la Galia pudo incluir los obispados de Vienne, Arlés, Lyon, Tolón, Marsella, Metz, París y Ruan, como evidencian las cartas que Gregorio mandó a esos obispos solicitando su apoyo para la compañía de Melito. Gregorio también escribió a los reyes francos Clotario II, Teoderico II y Teodeberto II, y también a Brunegilda, abuela regente de Teodeberto y Teoderico. Wood cree que ese llamamiento general a la realeza y el episcopado francos fue un intento de asegurar un mayor apoyo a la misión gregoriana.
Durante su viaje a Inglaterra, Melito recibió una carta de Gregorio autorizando a Agustín a convertir los templos paganos en iglesias cristianas, y a convertir los sacrificios de animales paganos en festejos cristianos para facilitar la transición al cristianismo. La carta de Gregorio marca un cambio en la estrategia misionera, y fue posteriormente incluida en la Historia ecclesiastica gentis Anglorum de Beda. Conocida como la Epistola ad Mellitum, entra en conflicto con la carta enviada a Ethelberto; el historiador R. A. Markus interpreta esto como un punto decisivo en la historia misionera, ya que la conversión forzosa habría dado paso a la persuasión. Esta perspectiva tradicional —que la Epístola representa una contradicción con la carta a Ethelberto— ha sido cuestionada por el historiador y teólogo George Demacopoulos, quien argumenta que la carta a Ethelberto buscaba principalmente animar al rey en temas espirituales, mientras que la Epístola fue enviada para dar cuenta de asuntos puramente materiales, por lo que ninguna de las dos entra en contradicción con la otra.

## Obispo de Londres
La fecha exacta de la llegada de Melito y su grupo a Inglaterra se desconoce; no obstante, sin duda ya se encontraba en el país en 604, cuando Agustín lo consagró como obispo, en la provincia de los sajones orientales, convirtiéndolo en el primer obispo de Londres (capital de los sajones orientales). La ciudad era una elección lógica para un nuevo obispado, ya que era el centro de la red de caminos del sur. Era también una antigua ciudad romana, y muchos de los esfuerzos de la misión gregoriana se centraban en lugares como este. Antes de su consagración, Melito bautizó a Saeberto, sobrino de Ethelberto, quien posteriormente autorizó el establecimiento del obispado. La iglesia episcopal construida en Londres probablemente fue fundada por Ethelberto, en lugar de Saeberto. Si bien Beda registró que Ethelberto otorgó tierras para apoyar al nuevo episcopado, una carta que intentaba hacerse pasar por una concesión de tierras de Ethelberto a Melito es una falsificación posterior.

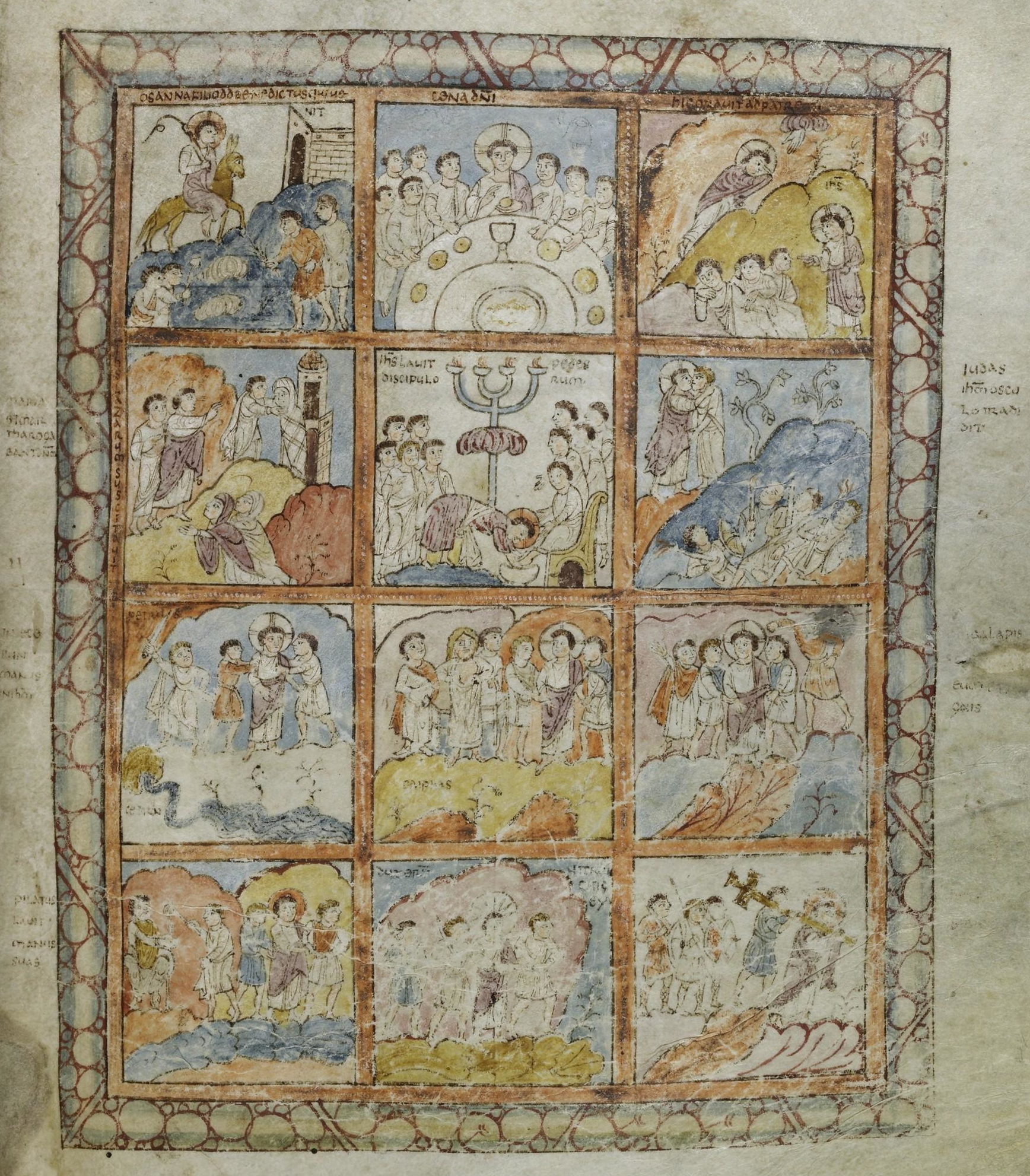
Escenas de la Pasión de los evangelios de San Agustín (c.), posiblemente traídos por Melito a Inglaterra.

Aunque Gregorio había dispuesto que Londres se convirtiera en el arzobispado sureño de la isla, Agustín jamás trasladó la sede episcopal a Londres; en su lugar, consagró a Melito como un obispo corriente allí. Tras la muerte de Agustín en 604, Canterbury continuó siendo la sede del arzobispado sureño, y Londres permaneció como obispado. Es posible que el rey de Kent no deseara que se ejerciera una mayor autoridad episcopal fuera de su propio reino.
Melito asistió a un consejo de obispos en Italia en febrero de 610, convocado por el papa Bonifacio IV. El historiador N. J. Higham cree que una de las razones de su presencia podría haber sido el intentar establecer la independencia de la iglesia inglesa de la francesa. Bonifacio hizo que Melito llevara dos cartas papales de vuelta a Inglaterra: una para Ethelberto y su gente, y otra para Lorenzo, el arzobispo de Canterbury. También trajo los decretos del sínodo a Inglaterra. No han sobrevivido las cartas o documentos originales de este sínodo, aunque algunos fueron falsificados en las décadas de 1060 y 1070 aproximadamente, en Canterbury. Durante su periodo como obispo, Melito firmó junto a Justo, el obispo de Rochester, una carta escrita por Lorenzo a los obispos celtas en que alentaban a la Iglesia celta a adoptar el método romano para calcular la fecha de la Pascua.
Tanto Ethelberto como Saeberto murieron hacia 616 o 618, provocando una crisis en la misión. Ninguno de los tres hijos de Saeberto se había convertido al cristianismo, y obligaron a Melito a irse de Londres. Beda dice que Melito fue obligado a exiliarse porque rechazó la petición de los hermanos de probar el pan sacramental. Es imposible determinar a partir de la cronología de Beda si esto sucedió inmediatamente tras la muerte de Saeberto o más tarde, ya que Beda narra ambos sucesos en el mismo capítulo, pero no proporciona un marco de tiempo exacto ni el lapso entre ambos sucesos. El historiador N. J. Higham conecta este hecho con un cambio en la «supervisión real», del cristiano celta Ethelberto al pagano anglo-oriental Raedwald, tras la muerte del primero. Asimismo, Higham sostiene que los hijos de Saeberto alejaron a Melito de Londres porque habían pasado de una supervisión celta a una anglo-oriental y, por lo tanto, ya no necesitaban mantener a Melito, quien estaba relacionado con el reino de Kent, en su cargo.
Melito huyó primero a Canterbury. Sin embargo, Eadbaldo, sucesor de Ethelberto, también era pagano; por lo que Melito, acompañado de Justo, se refugió en la Galia. Tras haber conseguido convertir a Eadbaldo, Lorenzo ordenó que Melito regresase a Gran Bretaña. Se desconoce el tiempo total del exilio de Melito; según Beda, fue un año, pero pudo ser más tiempo. Empero, Melito no regresó a Londres, porque los sajones orientales seguían siendo paganos. Aunque Melito huyó, no parece haber habido ninguna persecución seria de los cristianos del reino sajón oriental. Las tierras sajones orientales no fueron ocupadas de nuevo hasta que Cedd fue consagrado como obispo en 654 aproximadamente.

## Arzobispado y muerte
Melito sucedió a Lorenzo como el tercer arzobispo de Canterbury tras la muerte de este último en 619. Durante su ejercicio como arzobispo, Melito presuntamente realizó un milagro en 623, al desviar un incendio iniciado en Canterbury que amenazaba a la iglesia. Ordenó que sus sirvientes le llevaran hacia las llamas y, pese a que se encontraba muy débil, rezó para que se detuviera el peligro; el viento cambió de dirección, salvando así al edificio. Beda alabó la mente clara de Melito; pero, aparte del supuesto milagro, apenas ocurrió nada digno de mención durante su tiempo como arzobispo. Beda también menciona que padecía gota. Bonifacio le escribió animándole en su misión, quizá impulsado por el matrimonio de Ethelburga de Kent con el rey Edwin de Northumbria. Se ignora si Melito recibió el palio, símbolo de la autoridad del arzobispo, por parte del papa.
Melito falleció el 24 de abril de 624, y fue enterrado en la abadía de San Agustín en Canterbury ese mismo día. Fue reverenciado como un santo tras su muerte, y se le otorgó un día festivo, el 24 de abril. En 1120 seguía siendo venerado en San Agustín, junto a otros santos locales. También había un sepulcro dedicado a él en la Antigua Catedral de San Pablo de Londres. Poco después de la invasión normanda de Inglaterra, Goscelin escribió la Vida de Melito, la primera biografía de las muchas que aparecieron en aquella época, pero ninguna contiene información no incluida en los trabajos anteriores de Beda. Sin embargo, sí señalan que las personas que sufrían de gota eran alentadas a rezar en su tumba. Goscelin señala que el sepulcro de Melito flanquea el de Agustín, junto al de Lorenzo, en el presbiterio. La ubicación exacta de la tumba se determinó finalmente en 1916.
| Predecesor: Lorenzo de Canterbury | Arzobispo de Canterbury 619 – 624 | Sucesor: Justo de Canterbury |